# Park Maćka i Doroty w Krakowie
Park Maćka i Doroty – park w Krakowie, w Dzielnicy X Swoszowice, położony pomiędzy ulicami: Jana Kluka, Borkowską, Wichrową i Narvik.
Zajmuje obszar 10,31 hektara. Od 2004 nosi imię Maćka i Doroty – patronami parku są Maciej Szumowski i Dorota Terakowska dla których w parku zasadzono dwa drzewa – jarzębinę dla Doroty, wiąz dla Maćka. 16 października 2010 odsłonięto tablicę pamiątkową poświęconą Dorocie Terakowskiej i Maciejowi Szumowskiemu, wybitnym redaktorom Gazety Krakowskiej.
Obszar parku zagospodarowany jest alejkami, przy których ustawione są ławki parkowe i kosze na śmieci. Na zieleńcach rośnie wiele gatunków drzew i krzewów. W części zachodniej od strony ul. Borkowskiej park ma charakter leśny. Dla najmłodszych udostępniony jest plac zabaw z huśtawkami i piaskownicą.

## Galeria

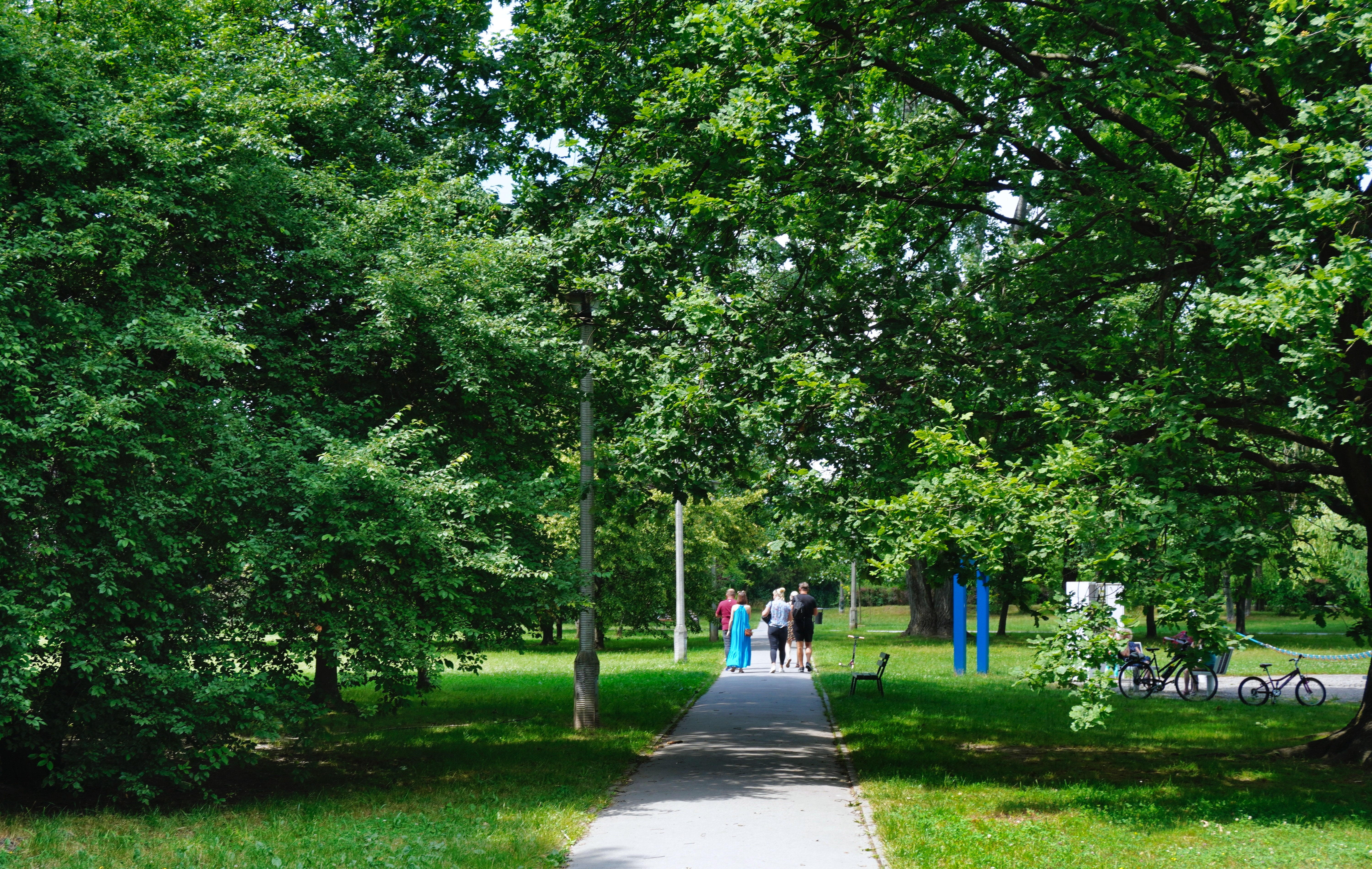
Ogólny widok, aleja w parku
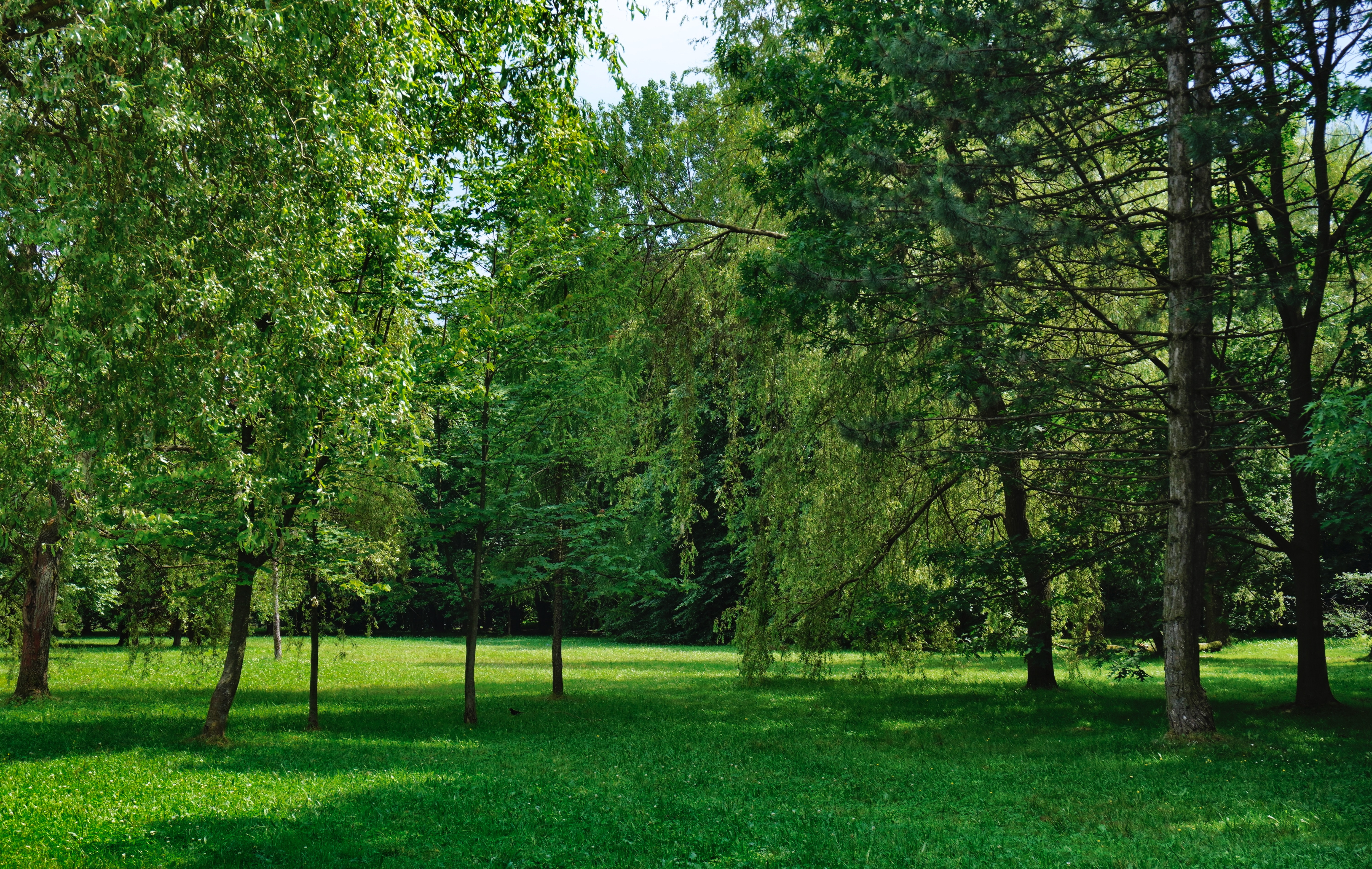
Ogólny widok
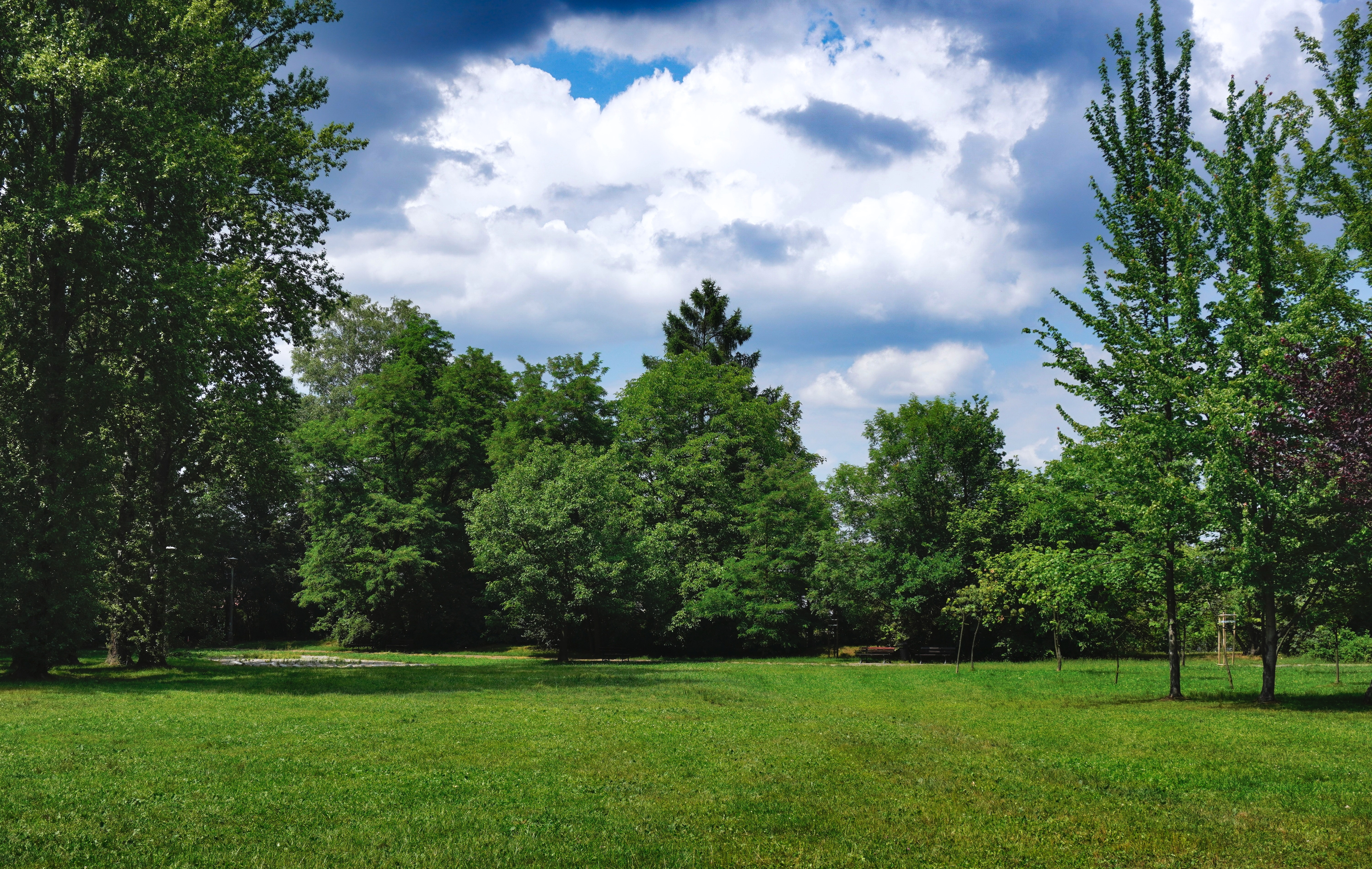
Ogólny widok